# Ivan Horák
Ivan Horák (* 6. ledna 1957, Opava) je bývalý český hokejový obránce. Po skončení aktivní kariéry působil jako trenér v německých nižších soutěžích.

## Hokejová kariéra
V československé lize hrál za TJ Vítkovice a TJ Gottwaldov. V roce 1981 získal s Vítkovicemi mistrovský titul. Reprezentoval Československo na mistrovství Evropy juniorů do 18 let v roce 1976, kde tým skončil na 4. místě. Ve druhé lize hrál za TJ Baník ČSA Karviná. Kariéru končil v nižších soutěžích v Německu.

## Klubové statistiky
| Sezona    | Klub                 | Soutěž  | Základní část | Základní část | Základní část | Základní část | Základní část |
| Sezona    | Klub                 | Soutěž  | Z             | G             | A             | B             | TM            |
| --------- | -------------------- | ------- | ------------- | ------------- | ------------- | ------------- | ------------- |
| 1977/1978 | TJ Vítkovice         | 1. liga | 32            | 2             | 0             | 2             | 26            |
| 1978/1979 | TJ Vítkovice         | 1. liga | -             | -             | -             | -             | -             |
| 1979/1980 | TJ Vítkovice         | 1. liga | 27            | 1             | 1             | 2             | 26            |
| 1980/1981 | TJ Vítkovice         | 1. liga | 27            | 1             | 2             | 3             | 22            |
| 1981/1982 | TJ Gottwaldov        | 1. liga | 16            | 1             | 1             | 2             | -             |
| 1983/1984 | TJ Baník ČSA Karviná | 2. liga | -             | 1             | -             | -             | -             |
| 1984/1985 | TJ Baník ČSA Karviná | 2. liga | -             | 11            | 11            | 22            | -             |
| 1985/1986 | TJ Baník ČSA Karviná | 2. liga | -             | 10            | -             | -             | -             |
| 1986/1987 | TJ Baník ČSA Karviná | 2. liga | 40            | 10            | 11            | 21            | -             |